# ليونارد نيلسون
ليونارد نيلسون (بالألمانية: Leonard Nelson )‏ (و. 1882 – 1927 م) هو رياضياتي، وفيلسوف ألماني، ولد في برلين، توفي في غوتينغن، عن عمر يناهز 45 عاماً، بسبب ذات الرئة.

## التعليم
تعلم في جامعة غوتينغن.

## روابط خارجية
- ليونارد نيلسون على موقع الموسوعة البريطانية (الإنجليزية)